# Agrypon concinnum
Agrypon concinnum är en stekelart som beskrevs av Dasch 1984. Agrypon concinnum ingår i släktet Agrypon och familjen brokparasitsteklar. Inga underarter finns listade i Catalogue of Life.